# Myriame Saïd Mohamed
Myriame Saïd Mohamed, född 7 juni 1977 i Lyon, är en fransk handbollsspelare. Hon blev världsmästare 2003 med Frankrike.

## Klubbkarriär
Myriame Saïd Mohamed är född i Frankrike i en familj från Komorerna. Hon växte upp i Vénissieux, en förort till Lyon. 14 år gammal började hon med handboll i klubben CO Saint-Fons.
I fem år spelade hon för ASUL Vaulx-en-Velin, den enda professionella klubben i Lyon-regionen. År 2001 skrev hon ett professionellt kontrakt med en av de två bästa franska klubbarna, ESBF Besançon. År 2003 vann Myriame Saïd Mohamed och ESBF Besançon fyra titlar inom handbollen genom att vinna det franska mästerskapet, franska cupen, ligacupen och cupvinnarcupen i handboll. Besançon var den första franska handbollsklubben för damer som vann en europeisk titel.
År 2006 lämnade hon Besançon efter att vunnit sju titlar och började spela för CS Vesoul, en ny klubb i ligan. Vesoul slutade sist i mästerskapet 2007/2008 och Myriame Saïd Mohamed började spela för Cercle Dijon Bourgogne HB där hon stannade i två säsonger. Hon spelade sedan i Spanien för Santander Marina Park och till sist för BM Elda Prestigio med ett tråkigt slut med ekonomiska kriser och obetalda spelarlöner. Hon avslutade sin spelarkarriär 2012.
Efter karriären började hon som tränare och har tränat franska ungdomslandslag.

## Landslagskarriär
Myriame Saïd Mohamed spelade för de franska ungdomslandslagen 1996 och 1997. Hon spelade i franska landslaget mellan 2000 och 2004 och spelade 64 landskamper och gjorde 84 mål. Hon mästerskapsdebuterade i EM 2000 och spelade sedan VM 2001 och EM 2002 i Danmark som slutade med att hon vann en bronsmedalj med Frankrike. Året efter blev hon världsmästare med det franska laget.

## Meriter i klubblag
- i Cupvinnarcupen i handboll 2003 med ESBF Besançon
- i franska mästerskapet 2003 med ESBF Besançon
- av franska cupen 2002, 2003 och 2005 med ESBF Besançon
- Vinnare av Frankrikes andradivision 2000 med ASUL Vaulx-en-Velin